# Jaume Cabré
Jaume Cabré i Fabré (IPA: [ˈʒawmə kəˈβɾe i fəˈβɾe]) (Barcellona, 30 aprile 1947) è uno scrittore e sceneggiatore spagnolo, originario della Catalogna.
È attualmente professore di scrittura audiovisiva all'Università di Lleida e membro della Sezione Filologica dell'Institut d'Estudis Catalans. 
Tra le sue sceneggiature televisive, ci sono titoli di successo quali La Granja (scritta insieme a Joaquim Maria Puyal) (1989-1992), Estació d'Enllaç (1994-1998) e Crims (2000) e i telefilm La dama blanca (1987), Nines russes (2003) e Sara (2003).
In campo cinematografico è stato coautore (insieme a Jaume Fuster, Vicenç Villatoro e Antoni Verdaguer) della sceneggiatura del film di Antoni Verdaguer La teranyina (1990), basata sul suo omonimo romanzo. Con gli stessi autori ha scritto la sceneggiatura di Havanera (1993).

## L'opera letteraria

### Gli inizi
Due libri di racconti, Faules de mal desar (1974) e Toquen a morts (1977), segnano l'inizio della sua carriera letteraria.
Nel 1978 pubblica il suo primo romanzo, Galceran, l'heroi de la guerra negra, nel quale già si individuano quelli che saranno due temi ricorrenti in tutta la sua opera: il potere e la condizione umana. Il personaggio del bandito Jaume Galceran, pieno di contraddizioni, è rappresentato suo malgrado come un eroe durante la Guerra dels Matiners (Seconda Guerra carlista).
Il suo secondo romanzo, Carn d'olla (1978), ha per protagonista un personaggio assai diverso, l'ex prostituta Barringa Barranga, al centro di una rete di personaggi e relazioni che si intrecciano nel quartiere barcellonese di Sant Antoni.
Nel terzo romanzo, El mirall i l'ombra (1980), fanno la loro comparsa la musica e, in un certo qual modo, la riflessione sul valore della creazione artistica, che più avanti diventeranno temi costanti della sua scrittura.
Nel 1980 pubblica un'opera di letteratura infantile, il romanzo La història que en Roc Pons no coneixia, e l'anno successivo un racconto dal titolo El blauet.

### Il consolidamento
Tra il 1984 e il 1985 escono i tre titoli che formano il Ciclo di Feixes, su cui lo scrittore lavorava già da tempo. Nel 1984 pubblica La teranyina, una storia ambientata durante la Settimana Tragica che narra gli avvenimenti di quei giorni visti non nella prospettiva di Barcellona ma della vicina cittadina di Feixes, finzione letteraria specchio della reale Terrassa. La lotta per il potere politico, economico e familiare si riflette nelle mosse dei diversi membri della famiglia Rigau e degli altri personaggi del romanzo.
Sempre nel 1984 esce Fra Junoy o l'agonia del sons, un romanzo di lenta gestazione – come saranno a partire da questo momento tutti i romanzi pubblicati da Cabré – in cui, oltre ai movimenti sotterranei del mondo ecclesiastico di Feixes e del monastero de Sant Carles de la Ràpita, dove il frate protagonista è confessore, ha un ruolo primordiale la musica. Alcuni dei personaggi de La teranyina e il mondo di Feixes ritornano in questo romanzo, che è in un certo senso la prosecuzione di quello. La figura principale è Fra Junoy, rappresentazione della vittima di coloro che, per posizione, hanno il potere di manipolare le menti e le condotte altrui.
Nel 1985 Cabré pubblica la novella Luvowski o la desraó, in cui assistiamo alla tappa finale dei personaggi e delle famiglie protagoniste dei due precedenti romanzi. Questo racconto viene pubblicato all'interno di una raccolta, Llibre de preludis, dove la musica è sempre più presente.
Nel 1984 pubblica anche il suo secondo romanzo infantile: L'home de Sau.

### La maturità
Nel 1991 esce Senyoria (Sua Signoria, 2006), un romanzo sulla corruzione giudiziaria che deriva dal potere assoluto, ambientato nella Barcellona della fine del XVIII secolo. Se con Fra Junoy Cabré aveva ritratto una vittima, adesso, con don Rafel Massó, cancelliere del Tribunale di Barcellona, ritrae il personaggio del boia, con tutte le sue paure e i suoi egoismi.
L'ombra de l'eunuc (1996) è un romanzo che narra gli anni della fine del franchismo, della transizione e quelli immediatamente successivi visti dall'ottica della generazione dell'autore, rappresentata dal protagonista, Miquel Gensana. È al tempo stesso un romanzo di riflessione sulla creazione artistica, in particolare sulla creazione musicale. La struttura narrativa è basata sulla stessa struttura del Concerto per violino e orchestra di Alban Berg.
Mentre inizia a lavorare al seguente romanzo, Cabré fa un'incursione in altri generi letterari e nel 1999 pubblica El sentit de la ficció, un saggio sulla creazione letteraria, sulla scrittura, sulla fucina dello scrittore.
Nel 2000 fa ritorno al racconto con il libro Viatge d'hivern: quattordici storie collegate tra loro mediante nessi nascosti. Il lettore scopre questi legami man mano che avanza nella lettura, nonostante ogni storia si svolga in luoghi e in epoche assai diverse. È uno sguardo su un'Europa che non siamo stati capaci di costruire in altro modo.
Nel 2001 pubblica e porta in scena al Teatre Nacional de Catalunya l'opera teatrale Pluja seca, una riflessione sulla perdita della memoria storica e sul fatto che la storia è sempre scritta dai vincitori. Il dramma ha inizio nel castello di Peníscola trasformato in corte papale (autentica per i suoi occupanti, scismatica per Roma) il giorno della morte di Benedetto XIII, quando il decimato collegio cardinalizio decide di nominare un successore che a Roma viene considerato un antipapa.
Les veus del Pamano (2004) (Le voci del fiume, 2007), è attualmente il suo ultimo romanzo. La storia, ambientata nella zona del Pallars Sobirà, nei Pirenei catalani, abbraccia un periodo che va dagli anni Quaranta fino ai nostri giorni, e mette in scena una serie di personaggi quali i maestri Oriol Fontelles e Tina Bros o la signora Elisenda Vilabrú. La memoria storica, l'impossibilità del perdono, la paura dell'oblio sono alcuni dei temi presenti nel romanzo.
Nel 2005 pubblica il suo secondo saggio: La matèria de l'esperit, sulla lettura letteraria.

## Opere

### Libri di racconti
- Faules de mal desar (Ed. Selecta, Barcellona, 1974)
- Toquen a morts (Ed. La Magrana, Barcellona, 1977)
- Tarda lliure (1981) (Premi “Recull”, 1980)
- Llibre de preludis (Ed. 62, Barcellona, 1985 - Ed. Proa, Barcellona, 2002)
- Viatge d'hivern (Ed. Proa, Barcellona, 2000)

### Romanzi
- Galceran, l'heroi de la guerra negra (Laia, Barcellona, 1978 - Ed. Proa, Barcellona. 1993)
- Carn d'olla. (Ed. Moll, Mallorca, 1978 - Ed. Proa, Barcellona, 1999)
- El mirall i l'ombra (Ed. Laia, Barcellona, 1980)
- La teranyina (Edicions Proa, Barcellona, 1984)
- Fra Junoy o l'agonia dels sons (Ed. 62, Barcellona, 1984 - Ed. Proa, Barcellona, 1998)
- Senyoria (Editorial Proa, Barcellona, 1991)
- El llibre de Feixes (La trilogia de Feixes) (Ed. Proa, Barcellona, 1996)
- L'ombra de l'eunuc (Ed. Proa, Barcellona, 1996)
- Les veus del Pamano (Ed. Proa, Barcellona, 2004), Le voci del fiume, La Nuova Frontiera, 2007)
- Jo confesso (Ed. Proa, Barcellona, 2011)

### Saggi
- El sentit de la ficció (Ed. Proa, Barcellona, 1999)
- La matèria de l'esperit (Ed. Proa, Barcellona, 2005)

### Teatro
- Pluja seca (Ed. Proa-TNC, Barcellona, gennaio 2001)

### Romanzi e racconti infantili
- La història que en Roc Pons no coneixia (Ed. La Galera, Barcellona, 1980)
- L'any del blauet (Ed. Barcanova, Barcellona, 1981)
- L'home de Sau (Ed. La Galera, Barcellona, 1985)

### Sceneggiature
- La dama blanca (telefilm) (1987)
- La teranyina (romanzo radiofonico) (1988)
- Fins que la mort ens separi (romanzo radiofonico) (1989)
- La granja (serie TV) (1989-1992)
- La teranyina (film) (1990)
- Havanera (film) (1993)
- Estació d'enllaç (serie TV) (1994-1998)
- Crims (serie TV) (2000)
- Nines russes (telefilm) (2003)
- Sara (telefilm) (2003)

### Opere tradotte
- Traduzioni di Jo confesso
  - Spagnolo. Yo confieso (trad. Concha Cardeñoso Sáenz de Miera), Ed. Destino, Barcellona, 2011
  - Tedesco. Das Schweigen des Sammlers (trad. Kirsten Brandt e Petra Zickmann), Insel Verlag, Berlino, 2011
  - Italiano, Io confesso. (trad. Stefania Maria Ciminelli). Rizzoli. Milano 2012
  - Francese, Confiteor (trad, Edmond Raillard). Actes Sud. Paris 2013
- Traduzioni di Senyoria
  - Spagnolo. Señoría (trad. Daniel Royo), Ed. Grijalbo-Mondadori, Barcellona, 1993 -  2ª edizione: Random House-Mondadori, Barcellona, 2005
  - Ungherese. Ömeltósága (trad. Tomcsányi Zsuzsanna.), Ed. Európa, Budapest, 2001
  - Rumeno. Excelenta (trad. Jana Balacciu Matei), Ed. Merònia, Bucarest, 2002
  - Gallego. Señoría (trad. Dolores Martínez Torres), Ed. Galaxia, Vigo, 2002
  - Francese. Sa Seigneurie (trad. Bernard Lesfargues), Christian Bourgois Éditeur, Parigi, 2004
  - Portoghese. Sua Senhoria (trad. Jorge Fallorca), Tinta da China ediçôes, Lisbona, 2007
  - Albanese: Senjoria (trad. Bashkim Shehu), Instituti i Librit & Komunikimit. Tirana, 2008
  - Italiano. Signoria (trad. Ursula Bedogni), La Nuova Frontiera, Roma, 2009
  - Tedesco. Senyoria (trad. Kirsten Brandt), Suhrkamp Verlag, Frankfurt 2009
- Traduzioni de L'ombra de l'eunuc
  - Ungherese. Az eunuch Árnyéka (trad. Tomcsányi Zsuzsanna.), Ed. Európa, Budapest, 2004
  - Rumeno. Umbra eunucului (trad. Jana Balacciu Matei), Editorial Meronia, Bucarest, 2004
  - Francese. L'ombre de l'eunuque (trad. Bernard Lesfargues), Christian Bourgois Éditeur, Parigi, 2006
  - Sloveno. Evnuhova senca (trad. Simona Škrabec), Ed. Beletrina, Lubiana, 2006
  - Italiano: L'ombra dell'eunuco (trad. Stefania Maria Ciminelli) La Nuova Frontiera, Roma 2010
- Traduzioni de Les veus del Pamano
  - Ungherese. A Pamano zúgása (trad. Tomcsányi Zsuzsanna), Európa könyvkiadó, Budapest, 2006
  - Spagnolo. Las voces del Pamano (trad. Concha Cardeñoso Sáenz de Miera), Ed. Destino, Barcellona, 2012
  - Tedesco. Die Stimmen des Flusses (trad.: Kirsten Brandt), Insel Verlag, Francoforte, 2007
  - Olandese. De stemmen van de Pamano (trad. Pieter Lamberts & Joan Garrit), uitgeverij Signature, Utrecht, 2007
  - Italiano. Le voci del fiume (trad. Stefania Maria Ciminelli), La Nuova Frontiera, Roma, 2007
  - Portoghese. As vozes do rio Pamano (trad. Jorge Fallorca), Tinta da China ediçôes, Lisbona, 2008
  - Rumeno. Vocile lui Pamano (trad. Jana Balacciu Matei), Editorial Meronia, Bucarest, 2008
  - Francese. Les voix du Pamano (trad. Bernard Lesfargues). Christian Bourgois Éditeur París, 2009
  - Greco. Οι φωνεσ του ποταμου Παμανο (trad. Evriviadis Sofos). Papyros Public group Atenes 2008
  - Norvegese. Stemmene fra Pamano (trad. Kjell Risvik). Cappelens Forlag Oslo 2009
- Traduzioni di Fra Junoy o l'agonia dels sons
  - Spagnolo. Fray Junoy o la agonía de los sonidos (trad. Enrique Sordo), Espasa-Calpe, Madrid, 1988
  - Ungherese: Junoy barát, avagy a hangok halála (trad. Tomcsányi Zsuzsanna) Európa Könyvkiadó. Budapest, 2009.

- Traduzioni de La teranyina
  - Spagnolo. La telaraña (trad. Enrique Sordo), Argos-Vergara, Barcellona, 1984
  - Francese. La toile d'araignée (trad. Patrick Gifreu.), Editions Du Chiendent, 1985
- Traduzioni del Llibre de preludis
  - Spagnolo. Libro de preludios (trad. Enrique Sordo), Espasa-Calpe, Madrid, 1989
- Traduzioni de L'home de Sau (romanzo per bambini) 
  - Spagnolo. El hombre de Sau (trad. Mercedes Caballud), La Galera, Barcellona, 1986
- Traduzioni de La història que en Roc Pons no coneixia (romanzo per bambini) 
  - Spagnolo. El extraño viaje que nadie se creyó (trad. Mercedes Caballud), La Galera, Barcellona, 1981

## Premi letterari

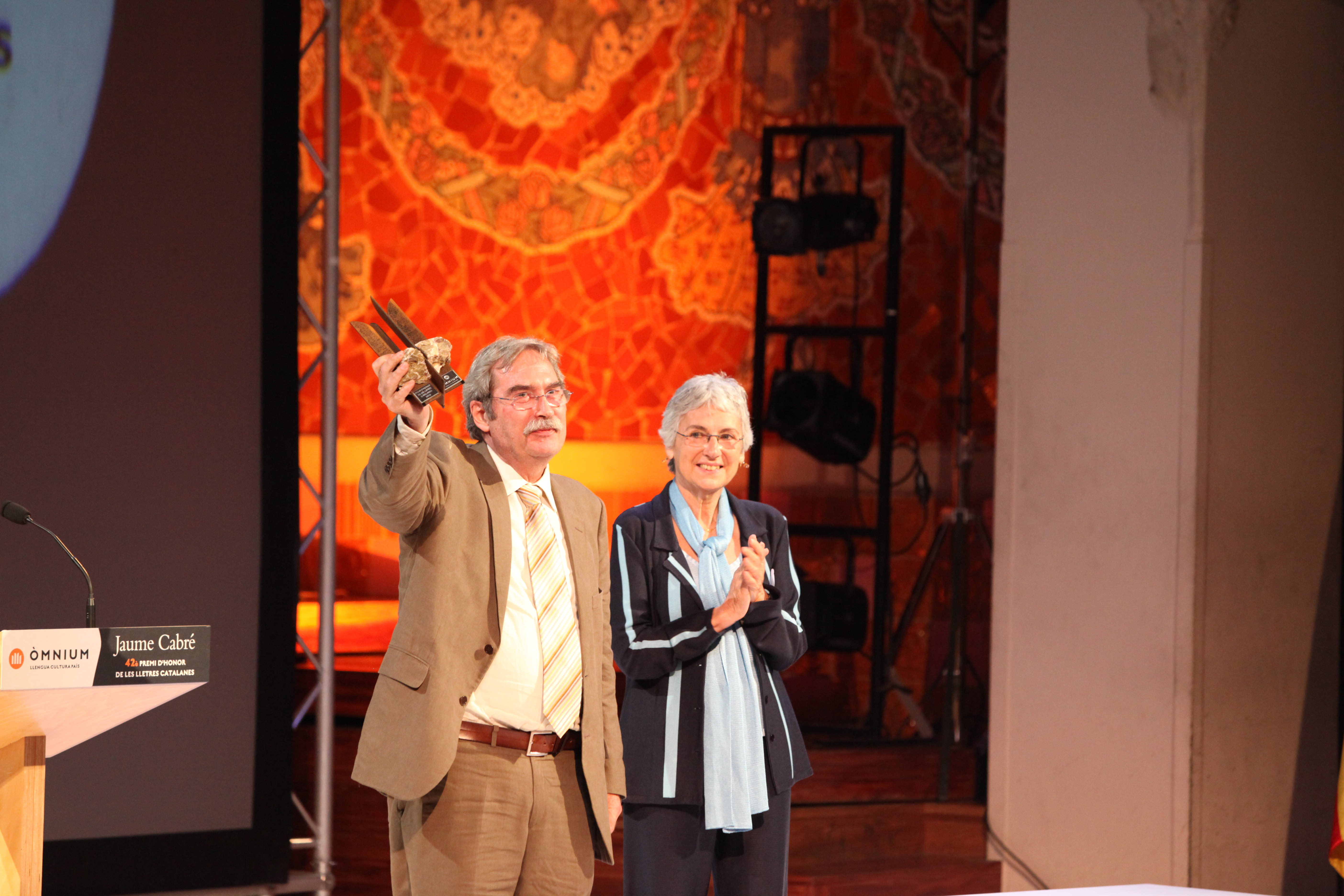
Jaume Cabré & Muriel Casals, Palau de la Música Catalana.

- Premi Fastenrath, 1980. Carn d'olla
- Premi Recull, 1980. Tarda lliure
- Premi Crítica Serra d'Or, 1981. La història que en Roc Pons no coneixia
- Premi Sant Jordi, 1983. La teranyina
- Premi Prudenci Bertrana, 1983. Fra Junoy o l'agonia dels sons
- Premi Crítica Serra d'Or, 1985. Fra Junoy o l'agonia dels sons
- Premio de la crítica española, 1985. Fra Junoy o l'agonia dels sons
- Premi Joan Crexells, 1991
- Premi Lectors de “El Temps”. Senyoria
- Premi Prudenci Bertrana, 1992. Senyoria
- Premi Crítica Serra d'Or, 1992. Senyoria
- Premio de la crítica española, 1992. Senyoria
- Premio Mediterraneo, 2004 al miglior romanzo straniero: Sa Seigneurie
- Premi Nacional de Literatura, 1992. La Granja
- Premi Ciutat de Barcelona, 1997. L'ombra de l'eunuc
- Premi Crítica Serra d'Or, 1997. L'ombra de l'eunuc
- Premi Lletra d'Or, 1997. L'ombra de l'eunuc
- Premi de la Fundació Enciclopèdia Catalana, 1999. Viatge d'hivern
- Premi Crítica Serra d'Or, 2001. Viatge d'hivern
- Premi dels escriptors catalans a la trajectòria literària, 2003
- Premi de la crítica de narrativa catalana, 2005 Les veus del Pamano
- Premi El setè cel de Salt, 2007. Les veus del Pamano
- Premi d'Honor de les Lletres Catalanes, 2010